# 別所吉治
別所吉治（日语：／ Bessho Yoshiharu，1579年—1654年8月25日）是安土桃山時代至江戶時代前期的武將、大名。但馬國八木藩第2代藩主。父親是別所重宗（一說是別所長治）。

## 生平
在天正7年（1579年）出生，家中長男。天正8年（1580年），在三木城被攻陷時，被家臣帶走逃離。
天正19年（1591年），因為重宗死死而繼承家督。以豐臣秀吉家臣的身份，參加在文祿元年（1592年）的文祿之役和文祿3年（1594年）建築伏見城等。慶長5年（1600年），在關原之戰中屬於西軍，參加攻撃丹後國田邊城，戰後，不知為何被德川家康保全所領（一說是因為伯母是德川秀忠的乳母。另外，義弟孫次郎參加東軍並立下功績）。
慶長20年（1615年），因為在大坂之陣的戰功，被加增丹波國內5千石，石高增加至2萬石。不過在寬永5年（1628年），因為偽裝患病而怠慢參勤交代，更被發現在期間進行鷹狩，於是被幕府命令改易，大名家別所氏滅亡。
慶安元年（1648年），長男守治被赦免，後來被賜予1千俵，子孫以7百石的旗本身份存續。自身則在兒子之下渡過餘生。

## 被改易的理由
沒有施行惡政的形跡，改易的理由除了「稱病，進行鷹狩並怠慢參勤」（病と称して鷹狩りに興じて参勤を怠った）外，還有涉及前述秀忠的乳母等諸種説法，連改易的確實日期亦有諸種説法。另外，以同樣理由被改易的人亦非常少。
關於幕府以這種牽強的理由而改易，理由有多個説法，有弟弟正之是福島正則的養子、在關原之戰中屬於西軍並進攻丹後田邊城、進入安定期的江戶幕府要除去舊豐臣系大名、外様大名的改易政策的其中一環等，諸種推測。還有，當時幕府實施把全國的金山、銀山改為天領的政策，而吉治是但馬國養父郡的中瀨金山的金山奉行，因此被幕府改易等。

## 外部連結
- 武家家伝＿別所氏（页面存档备份，存于）